# رودهایس
روهاوس (به هلندی: Roodhuis) یک منطقهٔ مسکونی در هلند است که در لیتنسرادیل واقع شده‌است. روهاوس ۱۷۰ نفر جمعیت دارد.